# Stefan Jacobsson
För andra betydelser, se Stefan Jacobsson (olika betydelser).
Hans Stefan Jacobsson, född 30 december 1982 i Högsbo församling i Göteborg, är en svensk före detta politiker. Han var partiledare för det numera nedlagda nynazistiska Svenskarnas parti från 2013 till partiets upplösning i maj 2015.
Jacobsson engagerade sig i vit makt-miljön som sextonåring i slutet på 1990-talet. Bland annat har han tidigare varit engagerad i Fria nationalister och den militanta, nynazistiska organisationen Svenska motståndsrörelsen. Han dömdes 2005 till två månaders fängelse för bland annat våldsamt upplopp efter att ha attackerat en tillståndsgiven demonstration. Jacobsson har även deltagit i beväpnade attacker mot meningsmotståndare.